# Обердахштетен
Обердахштетен (њем. Oberdachstetten) општина је у њемачкој савезној држави Баварска. Једно је од 58 општинских средишта округа Ансбах. Према процјени из 2010. у општини је живјело 1.687 становника. Посједује регионалну шифру (AGS) 9571183.

## Географски и демографски подаци
Обердахштетен се налази у савезној држави Баварска у округу Ансбах. Општина се налази на надморској висини од 416–534 метра. Површина општине износи 23,6 km². У самом мјесту је, према процјени из 2010. године, живјело 1.687 становника. Просјечна густина становништва износи 71 становника/km².